# 莫霍斯坦戈尔

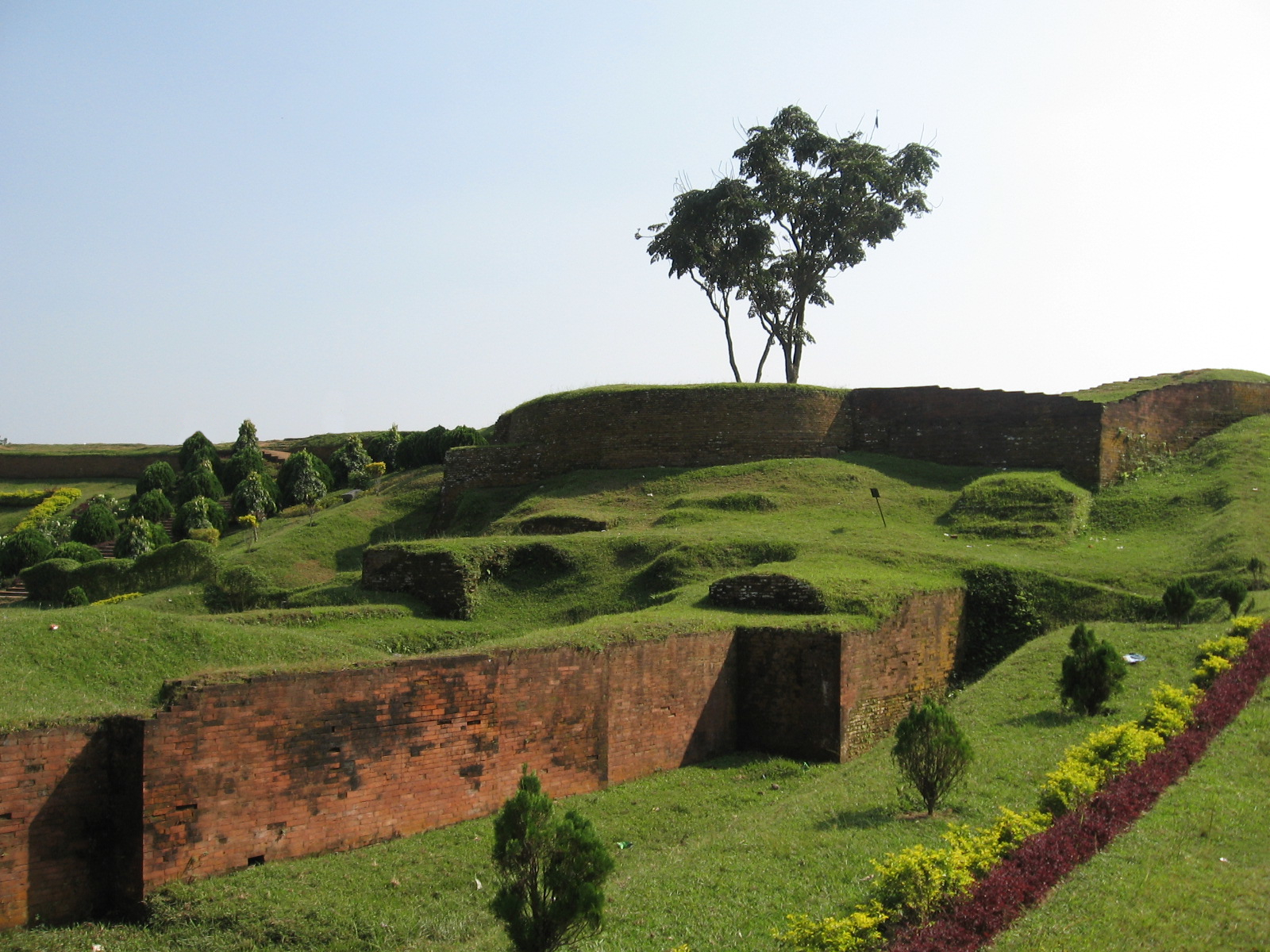
莫霍斯坦戈爾遺址

莫霍斯坦戈尔是孟加拉国博格拉县希布甘杰乌帕齐拉境內的一個考古遗址。  1931年，有人在當地发现一块石灰岩板，上面用婆婆罗米文写了6行字，该石板的历史可追溯到公元前3世纪。 孔雀王朝時期，莫霍斯坦戈尔是當地的一个城市。截至公元八世纪，莫霍斯坦戈尔依然是一座要塞。 